# Arne Gabius
Arne Gabius (Amburgo, 22 marzo 1981) è un mezzofondista tedesco.

## Progressione

### 3000 metri piani
| Stagione | Tempo   | Luogo      | Data      | Rank. Mond. |
| -------- | ------- | ---------- | --------- | ----------- |
| 2014     | 7'41"41 | Ostrava    | 17-6-2014 |             |
| 2012     | 7'35"43 | Stoccolma  | 17-8-2012 |             |
| 2011     | 7'50"18 | Rhede      | 8-7-2011  |             |
| 2010     | 7'56"78 | Lucerna    | 8-8-2010  |             |
| 2009     | 7'46"05 | Bochum     | 2-8-2009  |             |
| 2008     | 7'51"75 | Bochum     | 1-8-2008  |             |
| 2007     | 7'52"44 | Rehlingen  | 28-5-2007 |             |
| 2006     | 7'50"36 | Leverkusen | 28-7-2006 |             |
| 2005     | 7'55"84 | Cottbus    | 5-6-2005  |             |
| 2004     | 8'06"75 | Dessau     | 4-6-2004  |             |
| 2003     | 8'06"05 | Dessau     | 30-5-2003 |             |
| 2002     | 8'03"62 | Dessau     | 29-5-2002 |             |
| 2001     | 8'09"71 | Cuxhaven   | 21-7-2001 |             |
| 2000     | 8'26"66 | Amburgo    | 3-9-2000  |             |
| 1999     | 8'27"45 | Amburgo    | 29-4-1999 |             |

### 5000 metri piani
| Stagione | Tempo    | Luogo          | Data      | Rank. Mond. |
| -------- | -------- | -------------- | --------- | ----------- |
| 2015     | 13'32"68 | New York       | 13-6-2015 |             |
| 2014     | 13'25"50 | Parigi         | 5-7-2014  |             |
| 2013     | 13'12"50 | Heusden-Zolder | 13-7-2013 |             |
| 2012     | 13'13"43 | Oslo           | 7-6-2012  |             |
| 2011     | 13'32"08 | Rovereto       | 13-9-2011 |             |
| 2010     | 13'31"86 | Huelva         | 9-6-2010  |             |
| 2009     | 13'28"45 | Heusden-Zolder | 18-7-2009 |             |
| 2008     | 13'26"69 | Heusden-Zolder | 20-7-2008 |             |
| 2007     | 13'27"48 | Kassel         | 6-6-2007  |             |
| 2006     | 13'30"74 | Kassel         | 8-6-2006  |             |
| 2005     | 13'33"26 | Heusden-Zolder | 23-7-2005 |             |
| 2004     | 14'03"08 | Braunschweig   | 10-7-2004 |             |
| 2003     | 13'57"44 | Coblenza       | 9-5-2003  |             |
| 2002     | 13'53"97 | Bochum         | 6-7-2002  |             |
| 2001     | 13'57"63 | Heusden-Zolder | 14-7-2001 |             |
| 2000     | 14'19"86 | Mannheim       | 11-8-2000 |             |
| 1999     | 14'26"73 | Mannheim       | 18-6-1999 |             |

## Palmarès
| Anno | Manifestazione  | Sede       | Evento         | Risultato | Prestazione | Note |
| ---- | --------------- | ---------- | -------------- | --------- | ----------- | ---- |
| 2006 | Europei         | Göteborg   | 5000 m piani   | Batteria  | dnf         |      |
| 2007 | Europei indoor  | Birmingham | 3000 m piani   | 9º        | 8'08"51     |      |
| 2008 | Mondiali indoor | Valencia   | 3000 m piani   | 12º       | 8'11"21     |      |
| 2009 | Mondiali        | Berlino    | 5000 m piani   | Batteria  | 13'49"13    |      |
| 2010 | Europei         | Barcellona | 5000 m piani   | 12º       | 13'59"11    |      |
| 2012 | Mondiali indoor | Istanbul   | 3000 m piani   | 8º        | 7'45"01     |      |
| 2012 | Europei         | Helsinki   | 5000 m piani   | Argento   | 13'31"83    |      |
| 2012 | Giochi olimpici | Londra     | 5000 m piani   | Batteria  | 13'28"01    |      |
| 2013 | Mondiali        | Mosca      | 5000 m piani   | Batteria  | 13'34"26    |      |
| 2014 | Europei         | Zurigo     | 5000 m piani   | 7º        | 14'11"84    |      |
| 2015 | Mondiali        | Pechino    | 10000 m piani  | 17º       | 28'24"47    |      |
| 2016 | Europei         | Amsterdam  | Mezza maratona | dnf       | dnf         |      |

## Campionati nazionali
1999
- Bronzo ai campionati tedeschi juniores, 3000 m piani - 8'38"27
- Argento ai campionati tedeschi juniores, 5000 m piani - 14'54"47
- 13º ai campionati tedeschi juniores di corsa campestre - 13'55"

2000
- Argento ai campionati tedeschi juniores, 5000 m piani - 14'31"47
- Oro ai campionati tedeschi juniores indoor, 3000 m piani - 8'28"24

2001
- 11º ai campionati tedeschi, 5000 m piani - 14'43"45

2002
- 7º ai campionati tedeschi, 5000 m piani - 13'53"97

2003
- 8º ai campionati tedeschi indoor, 3000 m piani - 8'05"75

2004
- 5º ai campionati tedeschi, 5000 m piani - 14'03"08
- 10º ai campionati tedeschi di corsa campestre - 35'53"

2005
- Argento ai campionati tedeschi, 5000 m piani - 13'52"99
- 4º ai campionati tedeschi indoor, 3000 m piani - 8'11"09
- 5º ai campionati tedeschi di corsa campestre - 26'22"

2006
- Bronzo ai campionati tedeschi, 5000 m piani - 13'58"07
- Argento ai campionati tedeschi di corsa campestre - 33'46"

2007
- Oro ai campionati tedeschi, 5000 m piani - 14'03"97
- Argento ai campionati tedeschi indoor, 3000 m piani - 7'59"94

2008
- Oro ai campionati tedeschi, 5000 m piani - 14'08"40
- Argento ai campionati tedeschi indoor, 3000 m piani - 7'58"32

2009
- Oro ai campionati tedeschi, 5000 m piani - 13'50"48
- Oro ai campionati tedeschi indoor, 3000 m piani - 7'59"37
- Oro ai campionati tedeschi di corsa campestre - 32'29"

2010
- Oro ai campionati tedeschi, 5000 m piani - 13'52"03
- 7º ai campionati tedeschi indoor, 3000 m piani - 8'11"74
- Bronzo ai campionati tedeschi di corsa campestre - 30'18"

2011
- Oro ai campionati tedeschi, 5000 m piani - 13'58"87
- Bronzo ai campionati tedeschi di corsa campestre - 32'07"

2012
- Oro ai campionati tedeschi, 5000 m piani - 13'51"78
- Oro ai campionati tedeschi indoor, 3000 m piani - 7'51"72

2013
- Oro ai campionati tedeschi, 5000 m piani - 14'01"76

2014
- Argento ai campionati tedeschi, 5000 m piani - 13'44"21

## Altre competizioni internazionali
2001
- 14º all'Alsterlauf ( Amburgo) - 30'52"

2003
- 9º all'Alsterlauf ( Amburgo) - 29'52"
- Oro all'Hans Hägele Lauf ( Amburgo) - 31'28"
- 4º alla Kreissparkassen Küsten ( Otterndorf) - 31'43"

2004
- 8º all'Alsterlauf ( Amburgo) - 29'51"
- Oro all'Hans Hägele Lauf ( Amburgo) - 31'49"
- 21º allo Schaal de Booser ( Gand) - 24'40"

2005
- Coppa Europa di atletica leggera ( Firenze)
- Oro al Bergedorfer Crosslauf ( Amburgo) - 31'19"

2006
- Oro alla Airport Race ( Amburgo), 10 miglia - 50'27"

2009
- Campionati europei a squadre di atletica leggera ( Leiria)

2010
- 9º alla ASICS Grand Berlin ( Berlino) - 29'43"

2011
- Campionati europei a squadre di atletica leggera ( Stoccolma)
- 4º alla ASICS Grand Berlin ( Berlino) - 28'58"

2013
- Campionati europei a squadre di atletica leggera ( Gateshead)

2014
- Campionati europei a squadre di atletica leggera ( Braunschweig)
- Oro alla Mezza maratona di Tubinga ( Tubinga) - 1h08'44"
- 8º alla Dam tot Damloop ( Zaandam), 10 miglia - 47'00"
- 4º alla ASICS Grand Berlin ( Berlino) - 28'08"

2015
- 4º alla Maratona di Francoforte ( Francoforte sul Meno) - 2h08'33"
- 9º alla Mezza maratona di New York ( New York) - 1h02'34"
- Oro alla Mezza maratona di Amburgo ( Amburgo) - 1h03'51"
- 4º alla ASICS Grand Berlin ( Berlino) - 28'07"
- Oro alla Backnang Silvesterlauf ( Backnang) - 30'21"

2016
- 4º alla Mezza maratona di Berlino ( Berlino) - 1h02'45"
- 5º alla Great Manchester Run ( Manchester) - 29'44"
- Argento alla International Paderborner Osterlauf	( Paderborn) - 28'41"

2017
- 6º alla Maratona di Francoforte ( Francoforte sul Meno) - 2h09'59"
- 17º alla Mezza maratona di Copenhagen ( Copenaghen) - 1h02'31"
- 19º alla Mezza maratona di New York ( New York) - 1h04'20"